# Ingvild Goetz
Ingvild Eva Regina Goetz, geborene Otto (* 5. Mai 1941 in Kulm in Westpreußen), ist eine deutsche Kunstsammlerin und Kuratorin.

## Werdegang
Sie wurde 1941 als Tochter des Unternehmers Werner Otto und seiner ersten Ehefrau Eva (geborene Haffner) in Kulm geboren.
Goetz studierte politische Wissenschaften und gründete 1969 einen Verlag für grafische Editionen in Konstanz. 1972 eröffnete sie in Zürich die Galerie Art in Progress, wo sie in den Folgejahren als Galeristin tätig war. Nach dem politischen Happening Schnee von Wolf Vostell wurde ihre Arbeitsgenehmigung nicht mehr bewilligt, und sie übersiedelte 1973 mit ihrer Galerie nach München. In ihrer Galerie zeigte sie unter anderem Werke von Cy Twombly, Jochen Gerz, Bruce Nauman und Christo.
Nachdem sie 1984 einen Teil aus dem Familienvermögen erhalten hatte, gab sie ihren Beruf auf und widmet sich seitdem der Sammlung zeitgenössischer Kunst. Einige Werke aus der Galeriezeit bildeten die Grundlage. Nach einer Orientierungsphase wurde die Arte Povera zu einem ihrer Sammlungsschwerpunkte. Später kamen amerikanische Malerei der 1980er Jahre, Young British Artists, Kunst auf Papier, die Medienkunst und ausgewählte Einzelpositionen hinzu.
1993 zog sie mit ihrer „Sammlung Goetz“ in ein von dem Schweizer Architekturbüro Herzog & de Meuron entworfenes Museumsgebäude im Münchner Stadtteil Oberföhring.
2012 besitzt sie die größte Privatsammlung zeitgenössischer Kunst in Deutschland. Von den 4600 Kunstwerken sind 1286 Fotografien, 905 Arbeiten auf Papier, 356 Skulpturen, 853 Gemälde und der Rest Installationen, Filme, Videos und Dias. Als einen ihrer Gründe für das Sammeln von Kunst gibt sie an: „Sammeln ist eine Krankheit. Man arbeitet sich ab an Bildern. Aber Kunst ist auch die beste Therapie. Sehen Sie nur, was für ein ausgeglichener, höflicher, lieber Mensch Jonathan Meese ist, der teilweise so ausgeflippte Bilder malt.“ 2013 schenkte sie einen Teil ihrer Sammlung dem Freistaat Bayern und schloss über den anderen Teil einen Dauerleihvertrag ab, der den Bayerischen Staatsgemäldesammlungen, dem Münchner Haus der Kunst und dem Neuen Museum in Nürnberg zur Verfügung gestellt wurde.
Ingvild Goetz ist mit dem Unternehmensberater Stephan Goetz verheiratet.

## Ehrungen
- 2001: Medaille München leuchtet in Silber[9]
- 2001: Art-Cologne-Preis[10]
- 2007: Montblanc de la Culture Arts Patronage Award[11]
- 2011: Ehrenmitglied der Bayerischen Akademie der Schönen Künste
- 2011: Verdienstkreuz 1. Klasse der Bundesrepublik Deutschland
- 2013: Bayerischer Verdienstorden
- 2017: B3 BEN Hauptpreis für das Lebenswerk der B3 Biennale des bewegten Bildes
- 2021: Kultureller Ehrenpreis der Landeshauptstadt München[12]